# Philentoma
Philentoma – rodzaj ptaków z rodziny wangowatych (Vangidae).

## Zasięg występowania
Rodzaj obejmuje gatunki występujące w Azji Południowo-Wschodniej.

## Morfologia
Długość ciała 16–21 cm.

## Systematyka

### Etymologia
- Drymophila: gr. δρυμος drumos „las, zagajnik”; φιλος philos „kochający”, od φιλεω phileō „kochać”[5]. Typ nomenklatoryczny: Drymophila velata Temminck, 1825.
- Philentoma: gr. φιλος philos „kochający”, od φιλεω phileō „kochać”; εντομα entoma „owady”[6].

### Podział systematyczny
Do rodzaju należą następujące gatunki:
- Philentoma pyrhoptera (Temminck, 1836) – filentoma rdzawoskrzydła
- Philentoma velata (Temminck, 1825) – filentoma czarnolica